# Cavidade abdominal

Esquema das cavidades corporais humanas.

A cavidade abdominal está situada acima da abertura superior da pelve e é limitada superiormente pelo diafragma. É contínua inferiormente no estreito pélvico com a cavidade pélvica. A cavidade abdominal é ocupada pelo peritônio e vísceras abdominais. Em corte transversal, a cavidade abdominal tem a forma de um rim porque a coluna vertebral e os grandes vasos se projetam em seu interior.
Na superfície desta cavidade encontramos os músculos da parede abdominal, que protegem essa mesma zona.

## Parede abdominal
Na parte anterior e nas laterais, sem limites precisos, a parede abdominal é composta por uma série de sucessivas camadas de diferente espessura, formadas por pele, lâminas de tecido conjuntivo, gordura e músculos.
A pele tem uma certa espessura e é muito pouco aderente às camadas subjacentes, exceto na zona que rodeia o umbigo.
A camada de gordura, ou tecido celular subcutâneo, tem uma espessura variável: fina nalgumas pessoas e muito densa noutras, já que depende do estado nutricional do indivíduo. Na realidade, a gordura que se acumula nesta zona constitui a reserva energética do organismo e tende a aumentar sempre que a ingestão calórica for superior ao gasto.
A camada muscular, por seu lado, é constituída por diversos músculos planos, como é o caso dos músculos oblíquos, externo e interno e do recto do abdômen. Graças a esta musculatura, a parede abdominal contrai-se e relaxa, adaptando-se às modificações do tamanho das vísceras contidas na cavidade abdominal e controlando também a pressão intra-abdominal. Na parte posterior, ao lado da coluna vertebral, a parede abdominal também é formada pelos mesmos elementos, embora com um depósito de gordura muito menor e uma camada muscular bastante mais firme, constituída por músculos consistentes como o psoas e o quadrado lombar.

## Peritônio
O peritônio é uma extensa membrana serosa, formada essencialmente por tecido conjuntivo, que reveste o interior das paredes da cavidade abdominal e expande-se para cobrir a maior parte dos órgãos que contém. Deste modo, considera-se que, embora a membrana seja ininterrupta, é composta por duas camadas ou folhas: o peritônio parietal e o peritônio visceral.

### Peritônio parietal
O peritônio parietal é a folha que cobre totalmente por dentro as paredes anteriores e laterais do abdómen, enquanto que na parte posterior é formado um limite por trás do denominado espaço retroperitoneal, onde ficam situados parte do pâncreas e do duodeno, os rins e grandes vasos como a artéria aorta e a veia cava inferior.

### Peritônio visceral
O peritônio visceral é a folha que cobre completamente a superfície externa da maior parte das vísceras contidas no abdómen, exceto as que estão situadas no já referido espaço retroperitoneal.
Entre as duas camadas do peritônio fica acomodado um espaço denominado espaço ou cavidade peritoneal. Na realidade, trata-se de um espaço virtual, uma vez que apenas contém uma fina película de um líquido lubrificante composto por água, algumas células e substâncias minerais, cuja função primordial é permitir a deslocação das folhas sem que se produzam fricções entre ambas e, indiretamente, entre os órgãos abdominais e a parede abdominal. Este líquido peritoneal é constantemente segregado para o interior do espaço peritoneal e paralelamente reabsorvido na mesma proporção, de tal modo que, em condições normais, não tem mais do que 200 ml dentro do espaço peritoneal.